# Karel Cón
Karel Cón (12. září 1951 Košice – 7. června 2025) byl slovenský hudební skladatel.

## Život
V letech 1966–1972 absolvoval housle a kompozici na brněnské konzervatoři. V roce 1977 vystudoval kompozici na Janáčkově akademii múzických umění v Brně. V letech 1996–2002 působil jako pedagog na brněnské konzervatoři. Od 30. ledna 2004 byl dirigentem Městského divadla Brno, kde pro sezónu 2005/2006 nastudoval a řídil např. muzikál My Fair Lady (ze Zelňáku) a muzikál Miloše Štědroně Nana.

## Díla

### Komorní skladby
- Sonatina pro klavír (1969)
- Tři hříčky pro flétnu a klavír (1969)
- Partita pro smyčce (1969)
- Smyčcový kvartet č. 1 (1971)
- Diferencias pro varhany (1973)
- Sonáta pro lesní roh a klavír (1974)
- Baletti a 5 pro klarinet, smyčcové trio a bicí nástroje (1974)
- Strunění pro cimbál (1974)
- Obrazy. Dechový kvintet (1975)
- Tichá pošta. Smyčcový kvartet č. 2 (1980)
- Concertino pro flétnu, kytaru a cimbál (1981)
- Serenáda pro hoboj, klarinet a fagot (1982)
- Hudba k vernisáži pro dvoje housle a violu (1982)

### Orchestrální skladby
- Cesty. Symfonie pro velký orchestr (1976)
- Koncert pro housle a orchestr

### Vokální skladby
- Šibeniční písně pro alt, baryton, flétnu, violu a bicí (1968)
- Ave vinum pro baryton, hoboj a harfu na latinské texty středověké žákovské poezie (1973)
- Sunayamu pro smíšený sbor, flétnu a klavír na text ze sbírky japonské poezie Verše psané na vodu (1973)
- Den druhý. Zpívaný melodram pro ženský hlas, flétnu, 2 violy, kontrabas a bicí nástroje (1974)

### Muzikály a hudební komedie
- Kdo je pánem nad cikánem, muzikál (1975)
- Čert, Káča a beránkové, loutkový muzikál (1980)
- O věrném milování Aucassina a Nicoletty, hudební komedie (1981)
- Turandot ukrutnice, hudební komedie (1982)
- Krása nevídaná, hudební komedie (1982)
- Báječné místo k narození, muzikál (1985)
- Pytel plný peněz, muzikál (1986)